# باول ريد سميث
باول ريد سميث (بالإنجليزية: Paul Reed Smith)‏ هو صانع آلة موسيقية ‏ أمريكي، ولد في 18 فبراير 1956 في ستيفنسفيل في الولايات المتحدة.